# Meinhard von Lehndorff
Meinhard von Lehndorff (* 27. Dezember 1590; † 31. Juli 1639) war ein kurbrandenburgischer Obristleutnant sowie  Amtshauptmann und Landrat von Rastenburg.

## Leben
Meinhard war Angehöriger der preußischen Adelsfamilie Lehndorff auf Steinort. Seine Eltern waren der Amtshauptmann zu Oletzko Sebastian von Lehndorff (1564–1610) und Judith von Kannacher (1566–1647).
Er war Erbherr zu Steinort und Taberlack, sowie seit 1620 auch zu Rogow, Lanewo, Jakuszowa etc. In brandenburgischen Diensten avancierte Lehndorff bis in den Rang eines Obristleutnants und bekleidete schließlich in Preußen die Stelle eines Amtshauptmanns und Landrats zu Rastenburg. 
Auch wenn Meinhard nicht als Erster seines Geschlechts dort begütert war, so gilt er doch als Stammvater bzw. Stifter der Linie Lehndorff-Steinort, da alle Nachgeboren Lehndorff zu Steinort auf ihn zurückzuführen sind. Er war seit 1623 mit Freiin Elisabeth von Eulenburg (1605–1675) verheiratet. Aus der Ehe sind 14 Kinder hervorgegangen, darunter:
- Margarethe von Lehndorff, ⚭ Johann von Klingsporn († 1685), kurbrandenburgischer Oberst und Regimentskommandeur des Infanterie-Regiments zu Fuß (Nr. 1)
- Graf Gerhard Ahasverus von Lehndorff (1637–1688), polnischer Kammerherr, dänischer Generalleutnant, Oberburggraf im Herzogtum Preußen, ⚭I 1669 Anne Dorothea von Podewils († 1676), Tochter des Otto Wilhelm von Podewils (1595–1657); ⚭II 1678 Friederike Luise Wilhelmina von Schwerin (1660–1681); ⚭III 1682 Maria Eleonore von Dönhoff (1664–1723)